# Novoperedelkino (metropolitana di Mosca)
Novoperedelkino (in russo:Новопеределкино) è una stazione della metropolitana di Mosca posta lungo la linea 8.
Inaugurata il 30 settembre 2018 assieme ad altre 6 stazioni della linea, la fermata serve l' omonimo quartiere.